# Yajnaseni

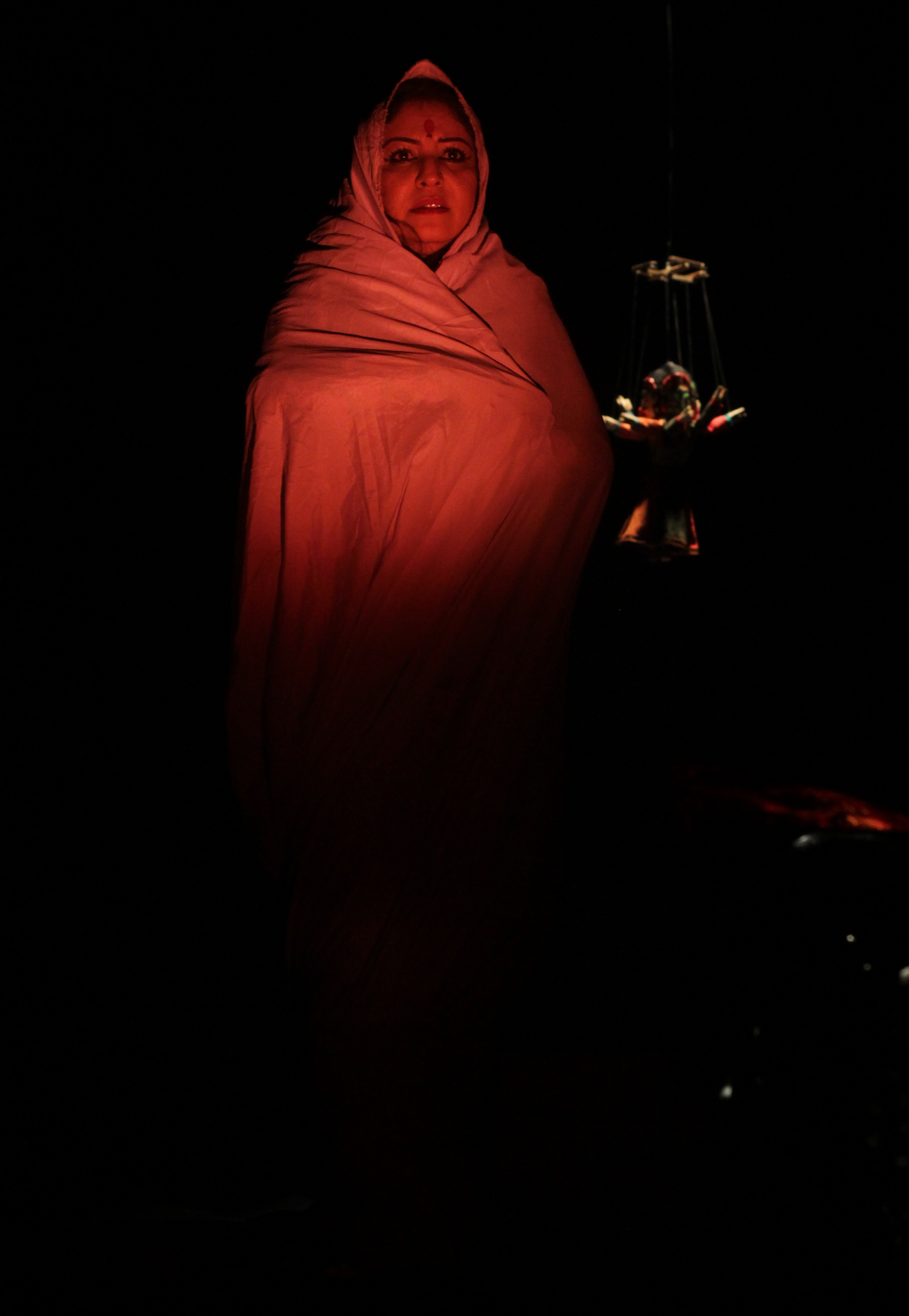
Nisha Sharma atuando como Yajnaseni na peça 'Yajnaseni'.

Yajnaseni (em nepali: ne:याज्ञसेनी) é uma peça teatral em nepali escrita por Suman Pokhrel. A peça é baseada no épico sânscrito O Mahabharata e no romance em língua Odia Yajnaseni de Pratibha Ray. Esta obra foi encenada no Nepal, Índia e nos Estados Unidos.
Suman Pokhrel adaptou a história em uma peça solo no idioma nepali, destacando exclusivamente a personagem Yajnaseni. Pokhrel personalizou a peça ao mesmo tempo em que manteve o conceito básico da história original de Draupadi.
A narrativa gira em torno de Draupadi, também conhecida como Yajnaseni, uma das personagens principais do famoso épico sânscrito Mahabharata. A peça oferece uma nova interpretação do Mahabharata sob a perspectiva de Yajnaseni.
O Grupo de Teatro Aarohan foi o responsável pela primeira encenação de Yajnaseni. A estreia ocorreu no Irving Arts Center no Texas, Estados Unidos, em 2 de outubro de 2016, antes de uma turnê de dois meses nos EUA. A direção ficou a cargo de Sunil Pokharel e o papel de Yajnaseni foi interpretado no palco por Nisha Sharma.
Posteriormente, a peça foi apresentada no Ritwik Sadan em Kalyani, na Índia, em 11 de janeiro de 2017, como parte do 12º Ramdhanu Nattyamela, organizado pela Kalyani Kalamandalam.
O Aarohan encenou a peça no Rastriya Naach Ghar (Teatro Nacional) em Jamal, Kathmandu, no dia 8 de novembro de 2019, em associação com o SAARC Chamber Women Entrepreneurs Council Nepal.